# Alec White
Alec White es un personaje ficticio de la serie británica de espionaje Spooks interpretado por el actor Vincent Regan el 8 de noviembre del 2010.

## Antecedentes
Alec era un exespecialista en asuntos internos del MI5, quien fue despedido por ser considerado arrogante, agresivo, insolente y flojo, además de que tenía problemas con el alcohol. 
Sin embargo Harry lo contrata para ayudarlo a encontrar al agente Lucas, quien se encontraba huyendo después de robar un archivo secreto.

## Novena Temporada (2010)
Alec apareció por primera vez en el último episodio de la novena temporada, luego de que Harry Pearce, fuera a su casa para pedirle su ayuda en la búsqueda de Lucas North. Los oficiales Beth, Dimitri, Ruth y Tariq se sorprenden al verlo llegar a las instalaciones del MI5, poco después Dimitri Levendis y Beth Bailey se encuentran trabajando con él.
White bajo las órdenes de Harry fue el encargado de decirle a la doctora Maya Lahan toda la verdad acerca de Lucas, con quien pensaba escaparse.